# Sagalund

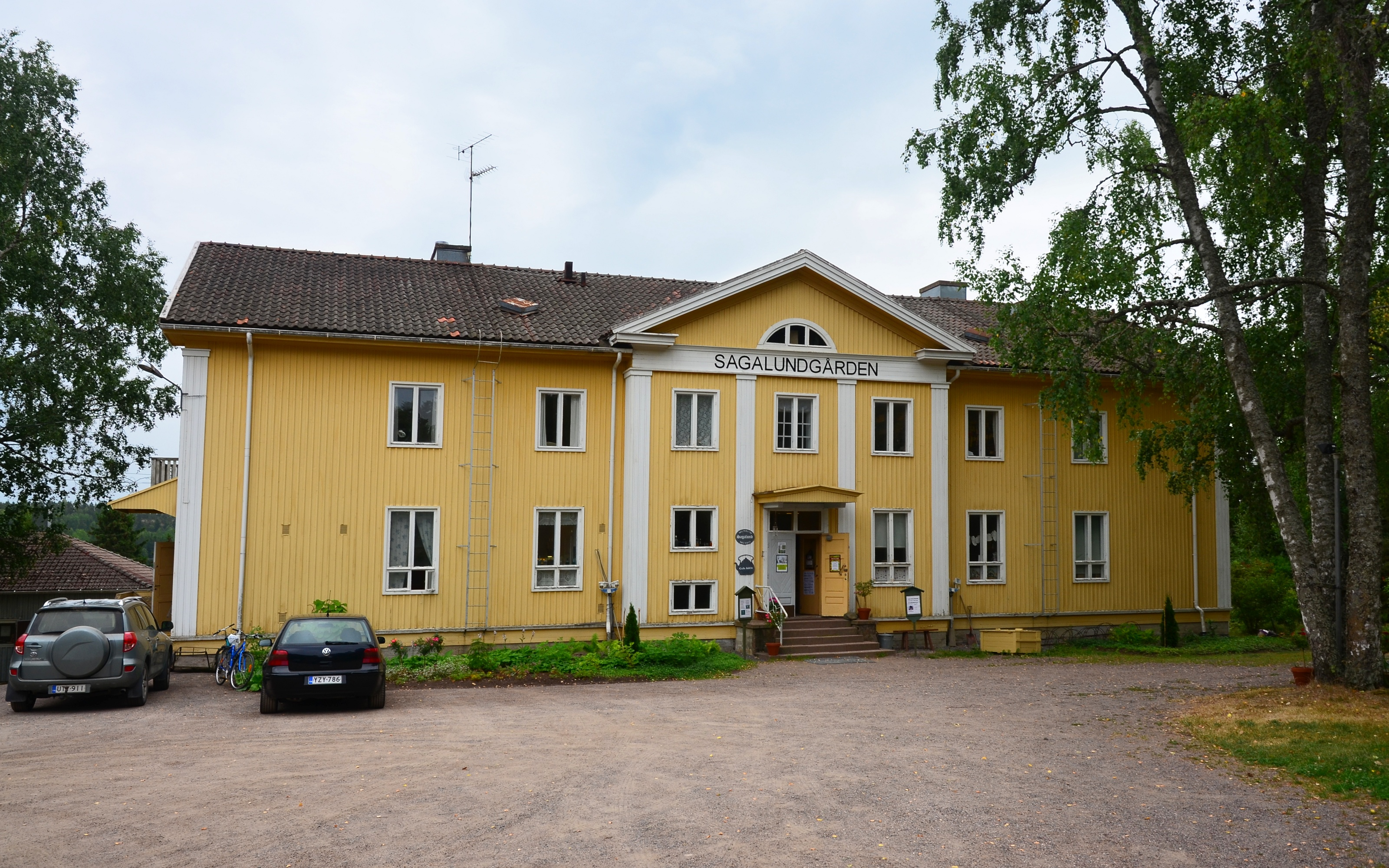
Sagalundgården är museets huvudbyggnad.

Sagalund (-lúnd) är ett hembygdsmuseum i Kimito kommun, Åboland.
Sagalunds museum grundades år 1900 av folkskolläraren Nils Oskar Jansson med Skansen i Stockholm som förebild. Museets mest kända byggnad är Tjuda pedagogi som grundades år 1649 av rikskansler Axel Oxenstierna. Byggnaden är från sent 1700-tal och flyttades till Sagalund år 1914. År 1933 renoverades byggnaden och återfick den interiör som den hade på 1850-talet. Den äldsta byggnaden är Brinkkullatorpet som är byggt år 1753. Bland övriga byggnader finns museets huvudbyggnad Villa Sagalund, Vreta skola, Linnarnäs gård, Falla gård, Engelsby gamla tingshus samt ett antal mindre byggnader som ladugård, smedja, bränneri och väderkvarn.
Vid sagalund finns också Kimito ungdomsförenings lokal Wrethalla som är Finlands äldsta ungdomsföreningslokal. Föreningen grundades år 1888 som Kimito Svenska Ynglingaförening på initiativ av Nils Oskar Jansson och Adèle Weman.

## Bilder

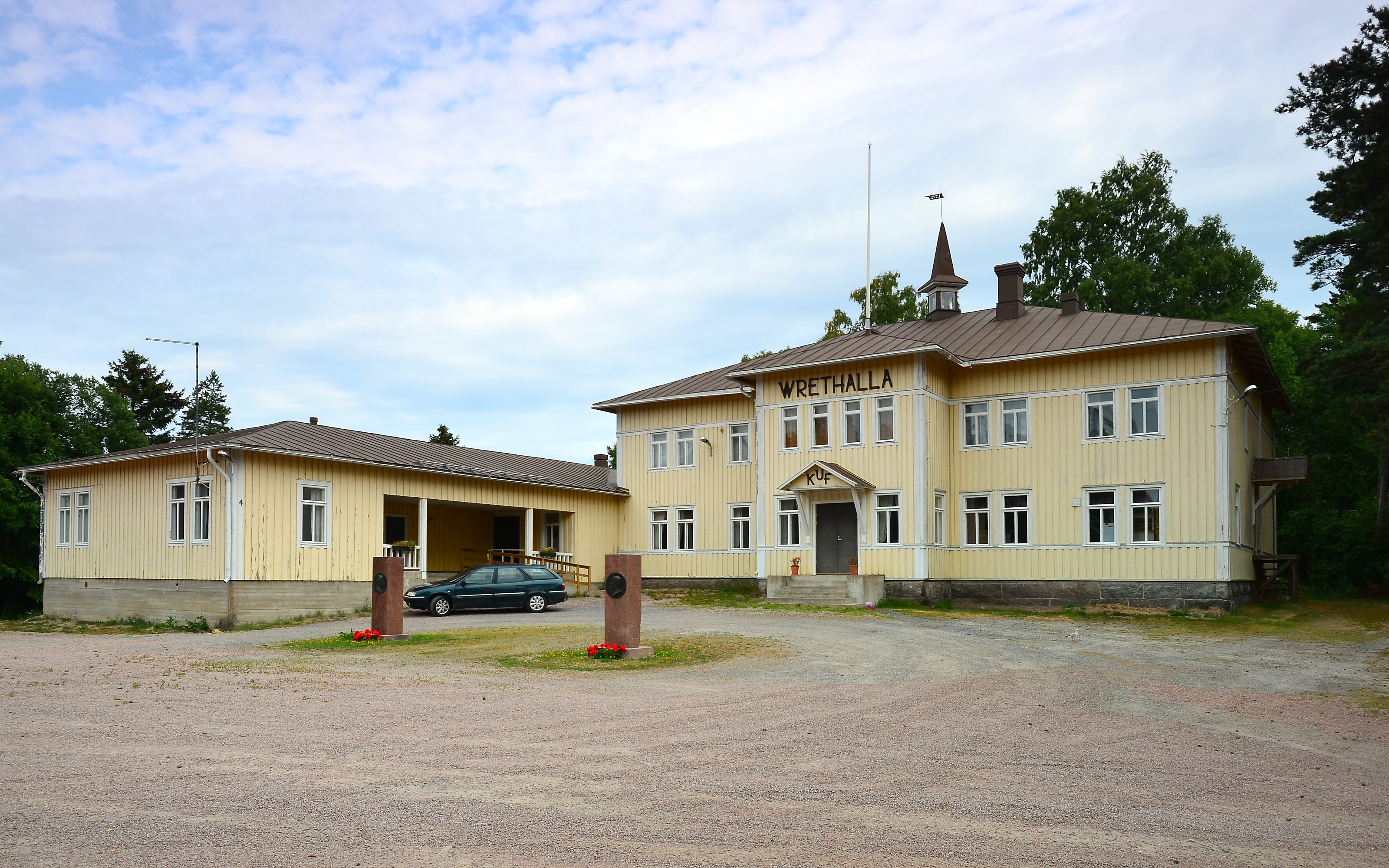
Wrethalla är Finlands äldsta ungdomsföreningslokal.
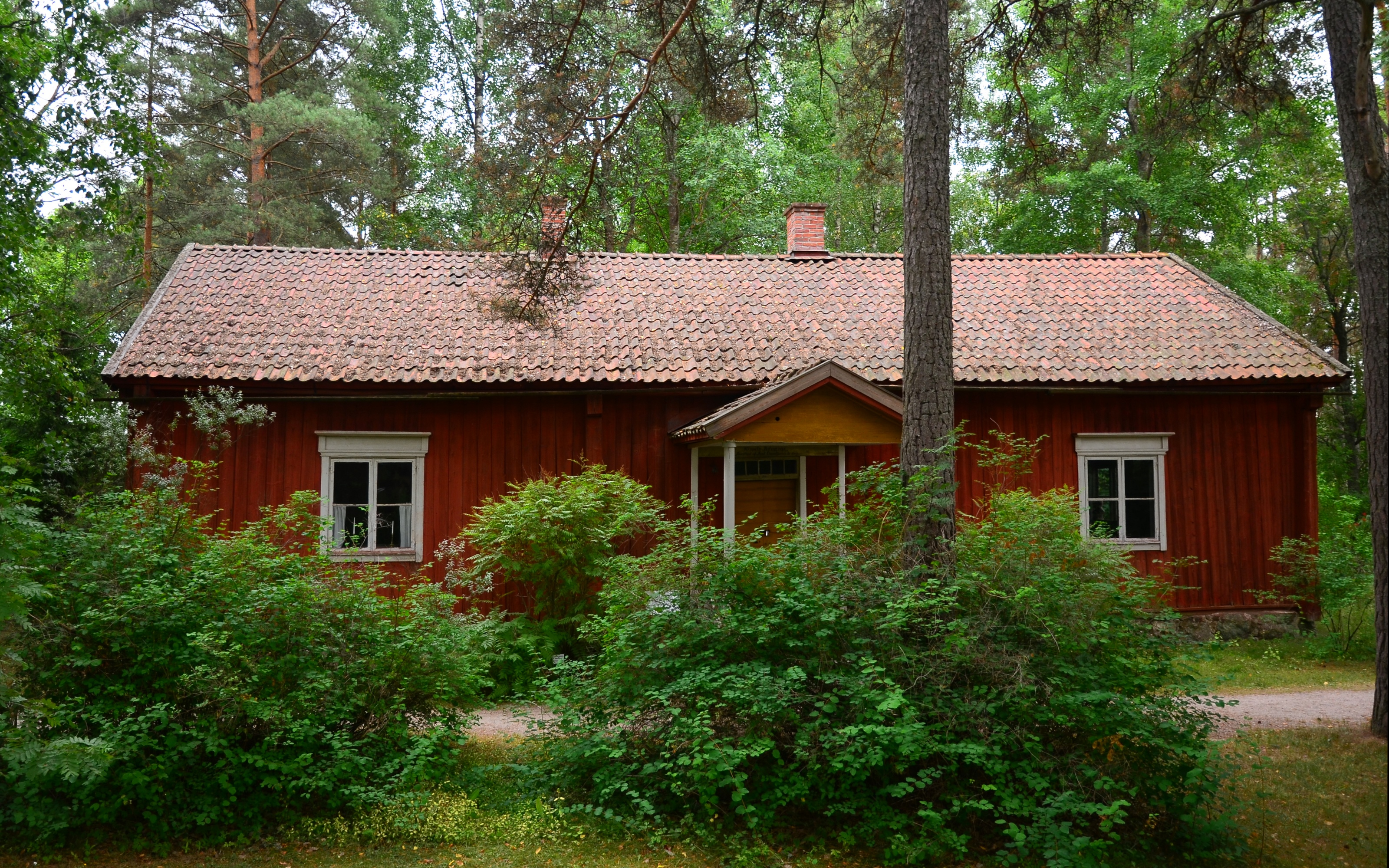
Tjuda pedagogi grundad år 1649 av Axel Oxenstjerna
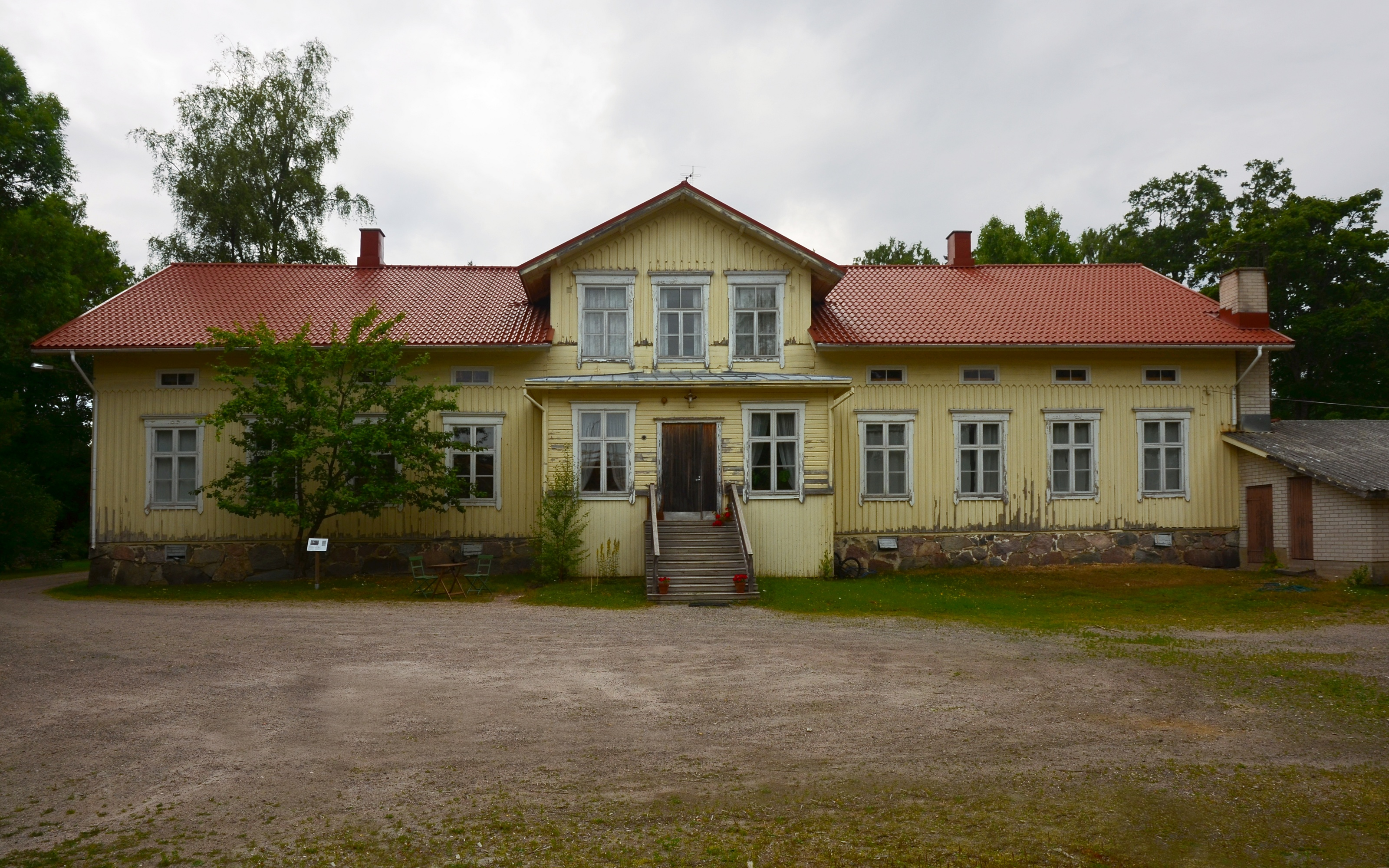
Vreta skola var Kimitos första kommunala folkskola
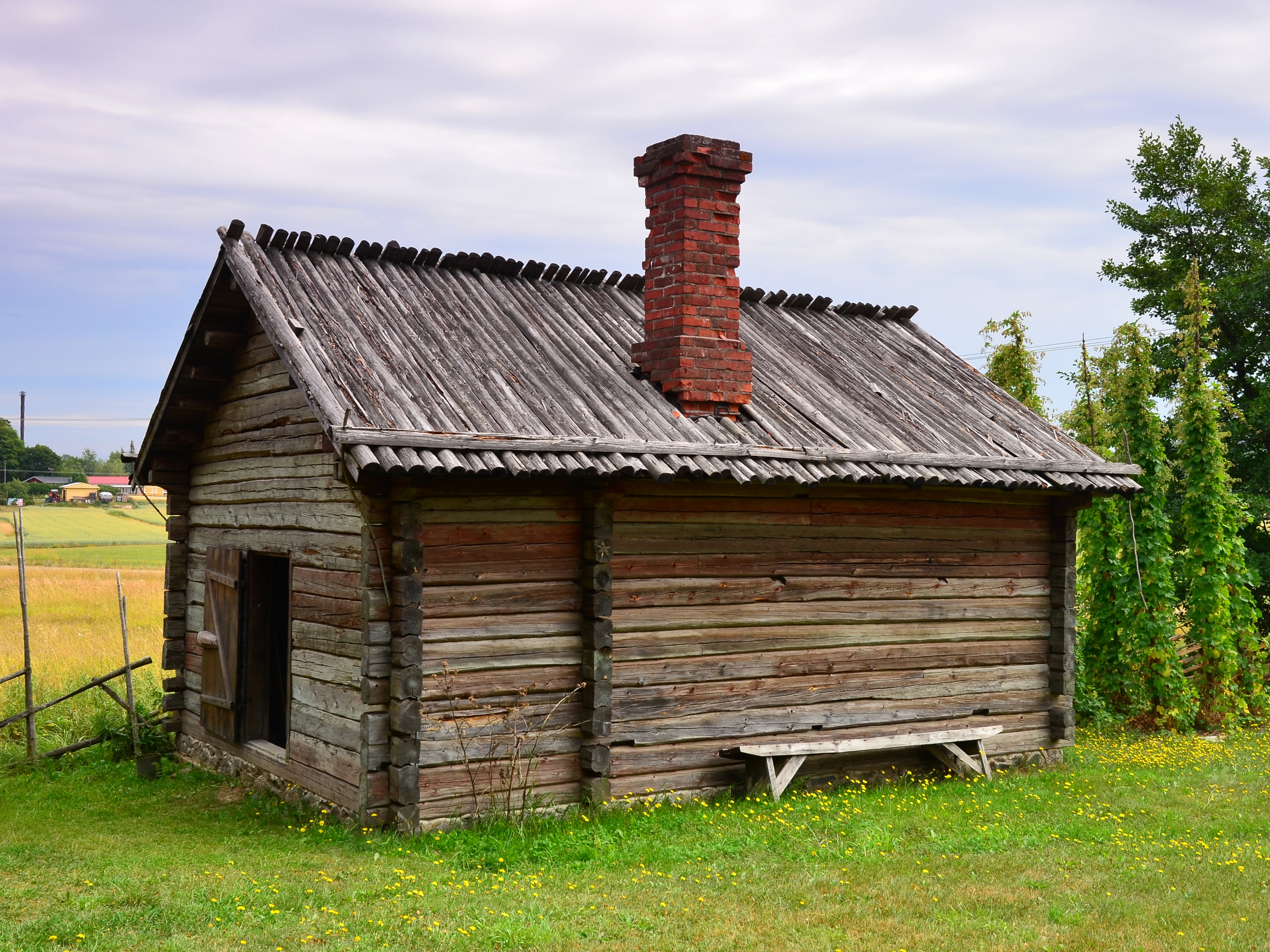
Bastu